# Atalaia (kommun i Brasilien, Paraná)
Atalaia är en kommun i Brasilien.   Den ligger i delstaten Paraná, i den södra delen av landet, 900 km sydväst om huvudstaden Brasília. Antalet invånare är 3 913.
Omgivningarna runt Atalaia är en mosaik av jordbruksmark och naturlig växtlighet. Runt Atalaia är det ganska glesbefolkat, med 30 invånare per kvadratkilometer.